# シスター・プリンセスの登場人物
- シスター・プリンセス > シスター・プリンセスの登場人物
- シスター・プリンセス > シスター・プリンセス RePure > シスター・プリンセスの登場人物

シスター・プリンセスの登場人物（シスター・プリンセスのとうじょうじんぶつ）は、メディアワークス（現：KADOKAWA）刊『電撃G's magazine』の読者参加企画（絵：天広直人、文芸：公野櫻子）『シスター・プリンセス 〜お兄ちゃん大好き♥〜』及びそれを原作とするメディアミックス作品群に登場する架空の人物の説明を各メディア毎にまとめたもの。
文中の略称は、以下の作品を指す。詳細はこちらを参照。
- 原作：ゲーム版のノベライズを除く、原作者・公野櫻子による作品（『G's』誌上連載、各ノベル）
- ゲーム：STACK制作によるゲーム『Sister Princess』シリーズ。以下の数字・略称を追加し、各個作品を表す。
  - 1：第1作『Sister Princess』
  - PS：第1作のファンディスク『Sister Princess ピュア・ストーリーズ』
  - 2：第2作『Sister Princess 2』
  - PFD：第2作のファンディスク『Sister Princess 2 プレミアムファンディスク』
- アニメ：TVアニメ『シスター♥プリンセス』
- RePure：TVアニメ『シスター・プリンセス RePure』

## 妹
本作のヒロイン。原作においては、彼女たちの視点で物語が描かれるため、主人公ということもできる。
シスター・プリンセスの世界観はメディアごとでかなり異なっているが、12人の妹たち個々の設定はおおよそ共通している。彼女たちに設定されている名前は下の名前だけで苗字までは設定されていないが、これは電撃G'sマガジン本誌掲載の誌上ゲームが「この企画に登場する妹 = 読者の妹」という前提で行われていたためである。
“ ”内は、その妹独特の兄の呼び方および一人称を指し示している。
可憐（かれん）
“お兄ちゃん（おにいちゃん） - 可憐”
身長148cm、9月23日生まれ
声 - 桑谷夏子（日本版）、ウィニー・チャウ（香港版）、ヤン・カイカイ（台湾版）、ヒアリー・ハッグ（英語版）
清純派ヒロイン風の妹。髪型はその艶やかなロングヘアに一部三つ編みを組み込んだ形にしていることが多い。良家の育ちのようでしつけが良く、兄に対しても敬語で接する。ピアノが得意。アニメ第1作目では帰国子女で航（兄）と同じ高校1年に飛び級という設定になっている。小さい子たちの面倒を見るしっかり者だが、兄に対してはちょっぴり甘えん坊な感じも見せる。各種メディアのキャラクター紹介での順番ではほぼ筆頭であり、ジャケットに描かれる機会も多く、本作品のメインヒロインという位置付けにある。【初期設定】三つ編みがなく、一人称が「私」だった。
2010年のPSP用ゲーム『マリッジロワイヤル プリズムストーリー』にカメオ出演している。また、2019年の『シスプリ』20周年記念企画として、VTuber化した。
花穂（かほ）
“お兄ちゃま（おにいちゃま） - 花穂”
身長143cm、1月7日生まれ
声 - 望月久代（日）、ルイス・ホー（香）、シェ・ジャオジュエン（台）、シンティア・マーティンス（英）
よく転びまくる生粋のドジっ娘系妹。それでも兄のことを応援するため、チアリーディング部に所属して練習に励んでいる健気な女の子。髪型は肩までのセミロングで、ヘアバンドをしていることが多い。お嬢様タイプが多い妹たちの中では比較的庶民派タイプの妹であり、自宅や学校でお花を育てるのが好き。体重をかなり気にしており、幾度となくダイエットを試みるも食欲に勝てず失敗に終わる。連載開始当初は可憐に次ぐサブヒロイン的な位置付けが為されていたが、その地位は徐々に後述の咲耶にシフトしていった。【初期設定】ドジっ娘という設定がなく、一人称も可憐と同じく「私」だった。
衛（まもる）
“あにぃ - ボク”
身長150cm、10月18日生まれ
声 - 小林由美子（日）、ジュディー・チュン（香）、ヤン・カイカイ（台）、キラ・ビンセントデービス（英）
スポーツ好きで、健康的な魅力を持つ少年然の妹。髪型はボーイッシュなセミショートで、一人称は「ボク」。スノーボードやインラインスケートやマウンテンバイクが特に好きなようで、ファッションスタイルにもそれが反映されている。兄に女の子扱いされたくないがためにブラジャーをしていない。球技以外のスポーツを得意としている。立位体前屈 24cm、背筋力 107kg、握力 右/32kg 左/30kg、垂直跳び 53cm、反復横跳び 48回/20秒、伏臥上体そらし 66cm。一部原作などでは鈴凛のように兄を「アニキ」と呼ぶ部分もある。【初期設定】「あにぃ! 応援しろよなっ!」などの発言があるように、以後のシリーズよりも台詞がかなり荒っぽかった。また、当初はサングラスを頭に載せていたが、後にあまり載せなくなった。
咲耶（さくや）
“お兄様（おにいさま） - 私（わたし）（幼少期 - さくや）”
身長159cm、12月20日生まれ
声 - 堀江由衣（日）、パンシー・ツァン（香）、タオ・ミンシェン（台）、モニカ・ライアル（英）
兄の気を引くため色っぽい振る舞いを見せる、小悪魔系の妹。髪型はツインテールにしていることが多いが、ゲーム版などでは別の髪型にしていることもある。気が強い性格で、大好きな兄を振り回して楽しんでいるようなところがある。おしゃれ好きで、兄に服を見立ててあげるのも好き。人目を引くその存在感は、ファッション誌のカメラマンの目にも留まるほどである。兄が他の女性と仲良さそうにしていると、やきもちを焼いてすぐに膨れるという意外と子供っぽい一面もある。12人が一堂に集う世界観のゲーム版・アニメ版では最年長的な役回りを担当する。【初期設定】言葉遣いがやや子供っぽく、また、等身も低かった。
電撃G'sマガジンの誌上ゲームでは、彼女1人で2000票前後を稼ぐほどの人気を誇っていた。
雛子（ひなこ）
“おにいたま - ヒナ”
身長132cm、8月15日生まれ
声 - 千葉千恵巳（日）、ヨーキ・ラム（香）、ショ・シューピン（台）、サレナ・バージース（英）
無邪気で人懐っこい性格の妹。「くしし」という特徴的な笑い方と、その舌っ足らずな話し方が愛らしさを醸し出している。髪型は似たような髪型の咲耶に比べると遥かに短めのツインテールで、咲耶のそれよりも頭頂部に近い位置で結っている。12人の中では最年少とされているが、年齢設定は後述の通りメディアによって大きな差がある。アヒルの人形のピヨちゃんが宝物で、ママと兄のそばにいるのが好き。【初期設定】一人称が「私」またはひらがな表記で「ひな」だった時期がある。その後も一部の媒体では「雛子」、「ヒナコ」表記も。
鞠絵（まりえ）
“兄上様（あにうえさま） - わたくし”
身長148cm、4月4日生まれ
声 - 柚木涼香（日）、シャロン・レオン（香）、マ・メイリー（台）、サーシャ・ペイシンガー（英）
病弱であるため、遠く離れた高原の療養所で入院生活をしている妹。12人の中で唯一眼鏡を掛けている眼鏡っ娘キャラクターで、髪型はオーソドックスな三つ編み。読書が好きで、おとなしく控えめな性格。療養所では小さい子たちのお姉さん的な役割をしている。兄が見舞いに来られない間も、ペットのゴールデン・レトリバー「ミカエル」がいつもそばについている。【初期設定】一人称が漢字表記の「私」だった。公式サイト内のキャラクター紹介や、『リピュア』の漫画版およびゲーム版でも「私」になっている。
白雪（しらゆき）
“にいさま - 姫（ひめ）”
身長140cm、2月11日生まれ
声 - 横手久美子（現・氷青）（日）、ジングル・ツァン（香）、ショ・シューピン（台）、ジェシカ・ブーン（英）
料理が大好きな妹。髪型は非常に独特の形をしたロールヘアで、それを大きなリボンでまとめている。明るくおっとりした性格で、非常に温厚。自分のことを「姫」と呼び、「〜ですの」という独特の話し方をする。ただし、ゲーム第1作目での幼少期の回想シーン中では普通の喋り方だった。原作ではお菓子作りが好きな普通のかわいらしい妹だが、ゲーム第1作目及びアニメ第1作目では一部場面で変な料理作りをするキャラクターにされている。【初期設定】一人称が「私」であり、兄を「あに兄（あにあに）」と呼んでおり、髪形も多少違っていた（外巻きのロールヘア）。
鈴凛（りんりん）
“アニキ - 私（あたし・わたし）（幼少期 - リン）”
身長152cm、7月9日生まれ
声 - 神崎ちろ（日）、トレイシー・ライ（香）、シェ・ジャオジュエン（台）、ナンシー・ノヴォットニー（英）
発明家として類まれなる才能を持つ理系妹。髪型はショートで、頭にはゴーグルを付けていることが多い。機械いじりが好きなのはおじいさんの影響であると思われる。自分そっくりな等身大ロボット「メカ鈴凛」を製作し、以後も改良を重ねている。他にも「恐怖のジョギング追っかけマシーン・シザーマン」など、独特の発明品がある。つなぎやチャイナドレスをモチーフにしたファッションが好み。明るくさっぱりしているが、少々図太い性格のようで、研究資金難になるたびに兄から平然と小遣いをせびる。独立心が旺盛で他の妹に比べ兄への態度はドライである。祖父に建てて貰ったラボは白並木町5丁目11番地の3にある（オリジナルストーリーズ鈴凛編より）。原作第一期では「アニキ! 私に一票お願いっ!」と、ファン投票を意識したコメントを発していた。
千影（ちかげ）
“兄くん（あにくん） - 私（わたし）（幼少期 - ちか）”
身長157cm、3月6日生まれ
声 - 川澄綾子（日）、ドロシー・ツェ（香）、シェ・ジャオジュエン（台）、シェリー・カリンブラック（英）
魔女のような妖しい魅力を持つ妹。髪型はそのロングヘアを後頭部でシニヨンにしてまとめている。寡黙でめったに口を開かず、一人部屋にこもってタロット占いをしていることが多い。オカルト系の文献を集めていたり怪しい薬草を調合していたりと、妹でありながら何を考えているのか分からないところがある。原作では前世からの結びつきで兄妹として転生したという設定だが、ゲーム第1作目では魔界の住人という設定にされていた。電撃G'sマガジン本誌連載第1回目の人気投票においては1位を獲得するなど、咲耶とは常に人気投票のトップの座を争っていた。魔よけのクロスをよく身につけている。（クロスのモチーフが服の一部分に入っているときもある）
春歌（はるか）
“兄君さま（あにぎみさま） - ワタクシ（幼少期 - ハルカ）”
身長156cm、5月16日生まれ
声 - かかずゆみ（日）、ペギー・チュー（香）、ショ・シューピン（台）、ティファニー・グラント（英）
兄の護衛と身の回りの世話をするためにはるばるドイツからやってきた妹で、本誌連載初期の後半において追加された3人の妹の1人。髪型はポニーテールで、サイドのお下げには和風の装飾を施していることが多い。立派な大和撫子になろうと茶道や武道（薙刀、弓道、合気道）など様々な稽古事を習っており、技能面では兄以上に何でもできる。その一方で兄を立てることを忘れない淑やかさも兼ね備えた、まさに良妻賢母型の妹である。しかし、その独特の服装と言動はやや浮世離れしており、また、おかしな妄想をして暴走したり天然ボケを見せたりといった一面もある。顔を赤らめる時に「ポッ♥」「ポポポ♥」という擬態語が口から出る。途中、制服姿や水着姿を見せたことでシリーズ後期から突如人気が急上昇した。【初期設定】兄の呼び方が「兄君」で、以後のシリーズのように「〜さま」までは付けていなかった。
四葉（よつば）
“兄チャマ（あにちゃま） - 四葉”
身長149cm、6月21日生まれ
声 - 半場友恵（日）、セニア・ウォン（香）、タオ・ミンシェン（台）、ルーサイ・クリスチャン（英）
日本で暮らす兄のことが知りたくてイギリスからやってきた妹で、本誌連載初期の後半において追加された3人の妹の1人。髪型はツーサイドアップ。ホームズに傾倒しているらしく名探偵を自称しており、兄を容疑者に見立てて何でもかんでも「チェキ」しまくる。口癖も「チェキデスぅー!!」（「です」「ます」は必ずカタカナ表記）。ムードメーカーであると同時に、周囲をひっかき回すトラブルメーカーでもある。底抜けに明るい性格だが、明るすぎて少々ネジが緩んでいる。兄の本当の気持ちを確かめるため、「怪盗クローバー」に変装したりもする。鈴凛とは特に馬が合うようで、ペアで行動することが多い。ドーナツが大好物。探偵風の服装やモッズ風の服装でいることがある。
亞里亞（ありあ）
“兄や（にいや） - 亞里亞”
身長139cm、11月2日生まれ
声 - 水樹奈々（日）、ジョイス・チャン（香）、ヤン・カイカイ（台）、マリエラ・オルティツ（英）
フランスからやってきた妹で、本誌連載初期の後半において追加された3人の妹の1人。髪型はサイドをロール状にし、後部をシニヨンにしたロングヘアで、頭頂部を衣装に合わせてヘッドドレスで装飾していることが多い。日本に来てからも所有の大豪邸で暮らす生粋のお嬢様であり、同年代の子供に比べると遥かに世間知らずなところがある（兄妹間でなぜ身分の差があるのかについては曖昧にされており、詳細は不明）。のんびり屋で独特のテンポを持ち、そしてちょっぴり泣き虫。少々世話がかかるタイプのようで、御付のメイド「じいや」にいつもわがままを言っては困らせている。お菓子が大好きだが、兄のことはそれ以上に好き。歌唱力が高く、アニメ版などで用いられる合唱ソングでは印象的なソロパートを担当することが多い。

### 妹たちの年齢
妹たちの年齢については、読者・視聴者の想像に委ねるという形で正式には公表されていない。公表すれば、その年齢より下のファンにとっては「妹」ではなく「姉」になり得るからである。
ただし、各媒体において年齢を推測できる要素が幾つか登場している。
原作
- 可憐が「お掃除した後の教室にみんなで集まって」友達とおしゃべりをしていた際、その友達の一人から「3年の担任の桐生先生がステキなの」という台詞が聞ける。そして同じく友達のさやかには高校生の兄がいる。（『キャラクターコレクション』第1巻の第2章より）
- 花穂には同じチアリーディング部にあこがれの先輩がいる。（『キャラクターコレクション』第2巻の第2章より）
- 白雪が数学を勉強している。ただし内容は簡単な分数の和と差なので数学というより算数である（書き下ろし単行本『キャラクターコレクション』第7巻の第1章「やさしく教えて!」より）
- 鈴凛は小学校を卒業している（『キャラクターコレクション』第8巻の第5章「東風が吹いたら」より）
- 千影が中学生用の教科書（total englishで中学3年生で使う教科書と酷似）と辞書（light house english-japanese dictionary）を使用している（単行本『オリジナルストーリーズ』の千影編扉絵より）
- 四葉は日本に来るまで、イギリスのプライマリースクールに通っていた。（『キャラクターコレクション』第11巻の第6章より）

ゲーム1
- 花穂は小学校高学年である。
- 衛は中学生である。
- 咲耶は中学校の卒業式に出席している段階である。
- 春歌は来春から兄と同じ高校に通うと意味がとれる発言から中学生（または高校生で編入）である。

ゲーム2
- 雛子は誕生日前9歳、誕生日後10歳である（8月15日の誕生日イベントCGにおける、バースディケーキのろうそくの数より）

アニメ
- 鈴凛が携帯モバイルを作成した際、「小さいみんな用はこっちね」と言って4人（花穂、衛、雛子、亞里亞）に2つ折り携帯電話型モバイルを渡している（他の8人には手帳型モバイルを渡している）（第5話「アニキとメール＼（^◇^）／」より）
- 制服の差異から、初等部以下と中等部以上に分けられる（花穂、衛、雛子、亞里亞が初等部以下の制服。他の8人は中等部以上の制服）
- 雛子は幼稚園児である（第3話「お兄様といっしょ」より）

VTuber 可憐
- 可憐の年齢について、可憐自身が「永遠の14歳」と発言したが、撤回された。

### 妹たち同士の関係性
原作のイラストストーリーにおいては、兄（読者）と妹たちは2人きりの兄妹であり、妹たち同士は無関係である。一方で、兄である読者が「自分には複数妹がいる」と思い、誌上ゲームで複数の妹を攻略対象にすれば、妹たち同士に姉妹という関係性が生じさせることができた。
また、原作第3期（単行本『ポケットストーリーズ』収録）・ゲーム版・テレビアニメ版においては、1人の兄に対して複数の妹がおり、妹たち同士が姉妹であることが明確に描写されている。しかしながら、前述のとおり妹たちには年齢が設定されていないため、誰が姉（年長者）で妹（年少者）なのかは描写されず、妹たち同士はもっぱら「○○ちゃん」と呼び合っている。

## 兄
読者が「お兄ちゃん」となる誌上企画をノベライズ・ゲーム化・アニメ化していくにあたり、キャラクターとしての「兄」を書き起こす必要が生じてきた。こうしてキャラクターとしてつくられたこの兄だが、実はメディアごとで大きな相違点がある。全員が全くの別人格なのである。そして兄の違いがメディアごとでのシスター・プリンセスの違いにもなっている。ここでは、その兄たちの比較点を述べていくことでメディアごとの解説としていく。
原作
読者の代替となる象徴的存在。兄と妹は「ある事情」で別々に暮らしており、この2人が自由に会う許可を親から得られているのは「お兄ちゃんの日」だけ、ということになっている。原作は全て妹からの視点ゆえ、ここで語られる兄の姿はあくまで妹の主観像なのだが、それでも落ち着きと余裕のある性格で、妹から見てとても頼れる存在。そして妹をいじめたりあまりきつく叱ったりしない優しい性格であるということが把握できる。容姿に関してもかなりのイケメンで、妹から好かれると考えられる要素は全部持ち合わせている。ただし、咲耶の兄は少しのんびり屋で異性にあまり免疫がないようなタイプとして語られるなど、妹ごとで兄の性格に若干の違いが見られる。高校2年ぐらいと考えられるが、特に明記されているわけではない。兄が着ている制服は当初はアニメ2作品両方の兄が着ているものと同じデザインだったが、4期では紺色のブレザーになっている。
おおよその原作作品群では、それぞれの兄に対して妹が1人という「1対1」の関係として描かれているが、第3期連載のイラストストーリーでは、複数の妹に兄が1人という関係になっている。
住んでいる場所
天広直人が描くイラストストーリーの挿絵や、この原作定義に分類されるアニメ『リピュア』キャラクターズパート各話などからも分かるように、自動車が往来を走り、コンビニもあればカラオケ店もある、現実世界が舞台。比較的規模が大きい都市と考えられる。どこの地方都市かというのは具体的にはないので、そのあたりは読者が自由に想像して楽しめるようになっている。前述の通り、兄妹は別々の暮らしをしているのだが、住んでいる場所の距離に関してはそんなに離れてはいないということが『キャラクターコレクション』各巻から分かる。
ゲーム
月一回ペースの誌上企画やイラストストーリーの連載だけではとても伝えきれない、様々なエピソードを詰め込んでシスター・プリンセスはゲーム化された。このゲーム化によって12人の妹たちが姉妹として集い、よりどりみどりに登場するギャルゲー的世界観が初めて採用された。そして原作では常に妹からの視点だったのに対してゲーム版では兄からの視点となり、ここで初めて兄の主観が語られたのである。なお、後述のアニメ第1作目に登場する兄・海神航はマークシートの答えをずらして書いていたことが原因で志望校に受からなかったという設定になっているが、ゲーム第1作目の兄も同様のミスが原因でテストで赤点を貰っている。
住んでいる場所
原作のゲーム化作品であるゆえ、その舞台はある程度原作に準じている。鉄道駅・商店街・ショッピングモールなどといった市民の生活を支える施設がほぼ全て揃っている、ごくありふれた地方都市といった趣の町並みである。兄妹たちが別々の家庭に引き取られて暮らしているという点もまた原作と同じである。しかし、このゲーム版においては兄妹たちは同じ市内に住んでいるという設定であり、それに加え、そのほとんどが同じ学区内にある「白並木学園」（しろなみきがくえん）と「若草学院」（わかくさがくいん）という小・中・高一貫制の2つの学園のうちのいずれかに通っている。鞠絵のみが遥か県外の療養所で暮らし、千影のみが遠く離れた学校に通っているという設定になっている。
アニメ - 海神 航（みなかみ わたる）
声 - 野島健児（幼少期 - 豊島奈緒）（日）、李致林（香）、何志威（台）、ブレーデン・ハント（英）
一人っ子として育ち、かつ受験一筋の生活をしてきた秀才。高校1年。中学時代に通っていた一流進学塾「ビクトリー塾」ではトップの座をほしいままにしていたが、受験当日にマークシートの回答をずらして書いたがために志望校の「美駆鳥居高校」（ビクトリーこうこう）に不合格。さらには、屋敷で自分の親代わりを務めていた執事のじいやから海神家を離れるという旨を伝えられた。そこへ突如現れた黒服の男2人から、小・中・高一貫制の学園「星見が丘西学園」（ほしみがおかにしがくえん）への推薦入学が決まっていることを告げられるとそのまま彼らに強制連行された。突如非日常の世界へと巻き込まれた航は、2人の乗船客とともにその学園がある島「プロミスト・アイランド」へと渡ったが、たどり着いた先で自分の妹を名乗る13人の少女たちと出会い、彼女たちとの共同生活を余儀なくさせられることになった。突然自分の前に現れた妹たちとの共同生活に息苦しさを感じていた航は、当初は島から逃げ出すことばかりを考えていたり、戻ってからも妹たちに支えられてばかりで兄としての役割はほとんど果たせていなかった。一流進学塾のトップだっただけあって勉強はできるが、運動が大の苦手。その上、カナヅチである。極度のアガリ症でもあり、さらには妹の可憐を泣かせるなど頼りない面が目立ったが、一年間の様々な出来事の中で成長を遂げ、立派に兄としての役割を果たしていくようになる。星見が丘西学園では可憐・眞深・山田と同じクラス。妹たちとどう接したらいいか分からないためか、彼女たちを「〜ちゃん」づけで呼んでいる。第1話では白ランを着込んでおり、真ん中分けに伊達眼鏡というまさにガリ勉そのものを体現した容姿をしていたが、島のショッピング街で出会った妹の咲耶にコーディネイトされてからは、「他に着るものもないから」という理由でその服装に甘んじている。後に、親友の燦緒からマークシートの答えがずれていたことについては学校側のミスだったと伝えられるが、真相は不明である。
住んでいる場所
東京出身。進学塾もあり自動車も走っている普通の町並み・世界観の中で暮らしていたが、そこからプロミスト・アイランドという非日常の世界へと連れて行かれる。そこはリゾート開発とテーマパーク開発が進められていた島で、一つの町として機能してはいるが、現代日本の世俗からは完全に隔絶している。自動車など一台も走っていない。遊覧設備として敷設された汽車が島での主な移動手段。携帯電話やノートパソコンといった電子機器もあまり普及していないようで、鈴凛お手製のものを皆が使用している。テレビやガス器具等は存在している。兄妹たちの共同生活がメインテーマのこの作品では鞠絵の療養所等の設定はなく、全員がともに暮らす。
RePureストーリーズパート
声 - 三浦祥朗
白並木学園の高等部に通う高校生。容姿こそ前作の主人公・海神航とそっくりなものの、性格は全く違い、落ち着きがあり、妹たちから見てとても頼れる存在。原作版の兄に最も近いキャラクター設定であると言える。第10話で学校でラブレターを貰っていたことから、妹たち以外からもモテるようである。また、第9話での行動や発言内容を見るに、時々妹たちに内緒で街中で買い物をしたり、街外れの場所まで出掛けたりしているようである。四葉と一緒に彼の後をつけていた鈴凛の見立てでは、コケの鉢植えが好きらしい。
住んでいる場所
舞台は海沿いに面した港町。町の中心地は全面板張り・レンガ張りで、自動車は一台も走っておらず、公共交通機関も路面電車だけ。のんびりとしたイタリアあたりの様相で現代日本らしさを全く感じない町並みだが、一応「翼多市（つばたし）」という名がついている。同じ市内でありながら兄妹たちが別々に暮らしているという設定はゲーム版に近い。兄妹たちの通う学園もゲーム版と同様、白並木学園・若草学院という名前がついている。アニメ第1作とは異なる世界観であるが、一部のサブキャラクターと同一の容貌を持つキャラクターが登場する。

## サブキャラクター

### 原作・ゲーム版・アニメ版共通
ミカエル
原作、ゲーム版、テレビアニメ第1期、第2期に登場。
鞠絵が飼う大型犬（ゴールデン・レトリーバー）。飼い主の感情を察した行動が取ることができ、様々な場で活躍する名犬。
メカ鈴凛（メカりんりん）
声 - 神崎ちろ（鈴凛と同じ）
原作、ゲーム版、テレビアニメ第1期に登場。
鈴凛そっくりに作られた人型ロボットで、鈴凛が生み出した発明品の中でも最高傑作を誇る。鈴凛以外の人間が触れると、顔を赤くしてショートすることも。留学の夢が叶い日本を離れて暮らすことになっても、兄には自分のことをずっと忘れないでいてほしいという想いから懸命に作った。アニメ版ではこの他に、プロトロボと呼ばれる巨大なメカ鈴凛も登場する。鈴凛のことを「マスター」と呼んでおり、兄のことを「アニキ様」と様づけで呼んでいる。ゲーム2では登場しなかったが、PFDにおいて再登場した。
じいや
ゲーム版の声 - 加藤優子、リピュア版の声 - 笹島かほる
原作、ゲーム版、テレビアニメ第2期に登場。
亞里亞御付きのメイドで、教育係も兼任するが、時には亞里亞から口煩く思われているようである。本名不明。若い女性であるが、屋敷で働く者はすべて「じいや」であると思い込んでいる亞里亞からは「じいや」と呼ばれる。亞里亞の兄に対しては、ゲーム1では「兄上様」、他のメディアでは「兄やさま」と呼ぶ。

### 原作・RePureキャラクターズパート
原作のみに登場した人物は多数存在するため、『RePure』キャラクターズパートの原作となった『キャラクターコレクション』のエピソードに登場した人物のみ記述する。
可憐の祖母
故人。可憐が持ち歩いているロケットペンダントの元の所有者で、可憐同様、自分の兄の写真をこっそり入れていた。
マダム・ピッコリ
白雪が通うお菓子教室を経営するフランス人女性。兄のことを口にする白雪に、「愛は世界一尊いもの」と諭す。
鈴凛の祖父。
故人。生前、街では有名な発明家だった。鈴凛のことを「リン」と呼び、鈴凛からは「ジジ」と呼ばれている。

### ゲーム
竜崎（りゅうざき）
声 - 菊地祥子
ゲーム1、PFDに登場。
白並木学園チアリーディング部の部長を務める女生徒で、花穂の先輩。高等部の生徒であると思われるが、詳細は不明。チアに関しては非常に厳格だが情には弱く、困っている人は見捨てられないタイプ。兄のことは「お兄さん」と呼んでおり、兄からは「竜崎さん」と呼ばれている。
ココちゃん
ゲーム2に登場した他、原作のイラスト等にも起用されている。
雛子が大切にしている人形。兄と雛子がココちゃんの洋服の材料を買いに行くイベントも存在する。
看護婦（かんごふ）
ゲーム2に登場。
鞠絵が暮らす診療所に勤める看護婦。ミカエルほどではないが、鞠絵の登場する場面では結構な頻度で登場する。
千影の父
声 - 滝晃一
ゲーム1に登場
魔界に君臨する王。このことから、同作品では千影は本当に魔界の住人ということになっている。兄は「不合格」になったものの、千影が説得して認めてもらった。
村沢 たか美（むらさわ たかみ）
ゲーム1に登場。
兄と同じクラスの男子生徒。白雪が兄のために精魂込めて作った弁当を勝手に食べてしまう。他にも可憐（もしくは咲耶）が教室に来たことを知らせたり、兄が衛と一緒にいる時に兄のテストが赤点だったことを知らせに来たりと、事ある毎に兄をからかったり、恥をかかせたりと邪魔ばかりする「悪い虫A」。名前は一般公募で決められたものである。
山本 五衡
ゲーム1に登場。
佑規とコンビを組んで咲耶に告白した男子生徒「悪い虫B」。上記のたか美と同じく、名前が一般公募で決められたキャラクターの1人である。
石川 佑規（いしかわ ゆうき）
ゲーム1に登場。
五衡とコンビを組んで咲耶に告白した男子生徒「悪い虫C」。上記のたか美や五衡と同じく、名前が一般公募で決められたキャラクターの1人である。
佐々木さん（ささきさん）
ゲーム1に登場。
兄と同じクラスの女子生徒。シスコンで有名な主人公に好奇心を持つ。
クマポン
声 - 鈴凛と同じ
ゲーム2に登場。
鈴凛の作ったロボ。兄が大好き。音声は鈴凛が入力しているものと思われる。
柿ノ本さん（かきのもとさん）
声 - 野川さくら
ゲーム2に登場。
なにかと春歌を目の敵にし、お稽古事対決で挑んでくる少女。
じいやの妹
ゲーム2に登場。
じいやの双子の妹。見た目は姉と瓜二つだが、性格は姉より少し厳しい。主人公からは「妹さん」と呼ばれている。

### アニメ
山田 太郎（やまだ たろう）
声 - 山口勝平
一人称は“ボキ”。プロミスト・アイランド行きの船で航が同席した乗船客の1人で、会うなり航の親友を自称するお調子者。島にある学園・星見が丘西学園で航と同級生になる。航の妹たちに一目惚れしてからは、呼ばれもしないのに事あるごとに航たちの屋敷に押しかけ、熱烈なアプローチを掛ける。しかし、妹たちからは単に使いっ走り程度にしか思われていない。島のケーブルテレビで放送中のロボットアニメ『機甲戦記ガルバン』に夢中になっており、以後はそのパチモンである『機甲戦線ガソバル』のグッズ収集にも夢中になっている様子。
眞深（まみ） = 山神眞深美（やまがみ まみみ）
声 - 氷上恭子
航や山田とともにプロミスト・アイランドに渡った乗船客の1人。兄・燦緒からの指示で航の素行調査をしていたが、成り行きで「13人目の妹」として航たちとともに暮らすことになった。また、島内唯一の学園・星見が丘西学園でも航や可憐と同じクラスになった。このことについて、彼女が可憐のように飛び級をしているという旨の説明が作中ではされていなかったことから、妹たちの中では最年長で航とは同い年であると思われる。優柔不断な航を叱り飛ばし、一家を支えるしっかり者。航のことを“あんちゃん”と呼んでいる。最初は任務を早く終わらせて東京に帰りたいと考えていたが、航や他の妹たちとともに島での生活を経て、次第にその気持ちは揺らいでいく。終盤では燦緒とともに一度東京へ帰ったが、最終話では髪形を変え、本名である「眞深美」を名乗って航たちのクラスへ転入してきた。レトルトカレーが大好き。
山神 燦緒（やまがみ あきお）
声 - 置鮎龍太郎
航が中学三年の三学期のときに航の通っていた中学校に転入してきた航の親友で、自身も航と同じ進学塾であるビクトリー塾に通っていた。航が毎週、冒頭や末尾で「燦緒へ…」と語っている「燦緒」というのはこの人物のことである。ともに目指していた名門高校・美駆鳥居高校に航だけが不合格となってプロミスト・アイランドに送られたことを不服に思い、妹の眞深を使って彼が東京に戻りたくなるよう裏工作をさせていた。また、自身も「あいこ」という偽名を使って、航とメールのやりとりをしていたが結果は失敗。終盤では彼自身もプロミスト・アイランドへ赴くが、結局航を呼び戻すことはできなかった。そして最終話では心を入れ替え、「本当にかっこいいことの真実」を探すべく航たちの所属する星見が丘西学園へ転入した。
皆井（みない）
声 - 伊崎寿克
中学時代、航と同じ進学塾であるビクトリー塾でナンバー2（トップは航）だった受講生。白ラン・真ん中分け・伊達眼鏡と第1話の航とほぼ同じ格好をしているが、航に比べて目つきや姿勢が悪く、冷たい性格をしている。航は不合格になったが、彼は燦緒とともに東京の名門高校である美駆鳥居高校へと進学した。
じいや
声 - 土屋利秀
海神家に仕えていた執事。航の中学卒業を機に海神家から去ったものと思われていたが、プロミスト・アイランドでも島の住民になりすまし、陰に日向にと航のことを見守る。アニメ第1作目のみに登場するオリジナルキャラクターで、前述のじいやとは似ても似つかない存在。神出鬼没にどこにでも現れ、様々な変装姿を見せる。
女の子
声 - 野川さくら
航の意識下や曖昧な記憶の中で時々登場する小さな女の子。なんでも航が幼い時にある約束を交わした相手であるらしいが、詳細は不明。黄色のワンピースと帽子を身に着けている。
マック大和（マックやまと）
声 - 宇宙人
作中作アニメ『機甲戦記ガルバン』に登場する熱血系主人公。その割りによく愚痴をこぼす。名前である「大和」の部分を「やまわ」と読み間違えられるのが悩み。
ミッチィ
『機甲戦記ガルバン』のヒロイン。大和の発言に対してのツッコミ役を主に担当する。
ガルバン
『機甲戦記ガルバン』に登場するロボット。操縦者は前述のマック大和。ガルバンという作品は航も小さい頃によく観ていた番組で、プラモデルも作っていたという。
ボブ・スタンバックス
声 - 菊地仁
泳げない山田が通信販売で購入した水泳レッスンビデオの中で登場するコーチ。金髪・色黒のナイスガイ。本編を見るあたり、レッスン1の内容は水に顔を付け、上げるの繰り返しだそうだ。

### RePureストーリーズパート
男の子
声 - 真田アサミ
第1話で可憐と激突し、手に持っていたアイスクリームを落としてしまった男の子。第3話でもクレープ屋の客として再登場した。
あの人
声 - 氷上恭子
前作の登場人物・眞深（山神眞深美）にそっくりの人物で、担当声優も同じ。第9話で、翼多市中心街のベーカリーショップで働くアルバイト店員として登場する。店の売り物の超激辛カレーパンがお気に入りであるらしく、店内にいた鈴凛と四葉にこれを勧めていた。
第9話ではこの他、おもちゃ屋の前でやはり前作の登場人物・山田太郎にそっくりの店員が登場する。